# Gary Ruvkun
Gary Bruce Ruvkun (Berkeley, Califórnia, 26 de março de 1952) é um biólogo molecular estadunidense. Trabalha no Massachusetts General Hospital e é professor de genética da Harvard Medical School em Boston. Foi distinguido com o Nobel de Fisiologia ou Medicina em 2024 "pela descoberta do microRNA e seu papel na regulação genética pós-transcritiva”".

## Pesquisa

### miRNAlin-4
A pesquisa de Ruvkun revelou que o miRNA lin-4, um RNA regulatório de 22 nucleotídeos descoberto em 1992 pelo laboratório de Victor Ambros, regula seu mRNA alvo lin-14 formando dúplexes imperfeitos de RNA para reduzir a tradução. A primeira indicação de que o elemento regulador chave do gene lin-14 reconhecido pelo produto do gene lin-4 estava na região não traduzida 3' de lin-14 veio da análise das mutações de ganho de função de lin-14, que mostraram que essas mutações são deleções de elementos conservados na região não traduzida 3' de lin-14. A deleção desses elementos alivia a repressão normal da produção da proteína LIN-14 em estágios tardios específicos, e lin-4 é necessário para essa repressão pela região não traduzida 3' normal de lin-14. Em um avanço importante, o laboratório de Ambros descobriu que lin-4 codifica um produto de RNA muito pequeno, definindo os miRNAs de 22 nucleotídeos. Quando Ambros e Ruvkun compararam a sequência do miRNA lin-4 com a região não traduzida 3' de lin-14, descobriram que o RNA lin-4 se pareia com saliências e alças conservadas na região não traduzida 3' do mRNA alvo lin-14, e que as mutações de ganho de função de lin-14 excluem esses sítios complementares de lin-4, aliviando a repressão normal da tradução por lin-4. Além disso, eles mostraram que a região não traduzida 3' de lin-14 poderia conferir essa repressão traducional dependente de lin-4 a mRNAs não relacionados, criando mRNAs quiméricos que eram responsivos a lin-4. Em 1993, Ruvkun relatou na revista Cell sobre a regulação de lin-14 por lin-4. Na mesma edição da Cell, Victor Ambros descreveu o produto regulador de lin-4 como um pequeno RNA Esses artigos revelaram um novo mundo de regulação por RNA em uma escala de tamanho sem precedentes, e o mecanismo dessa regulação. Juntos, esses trabalhos são agora reconhecidos como a primeira descrição dos microRNAs e do mecanismo pelo qual os dúplexes miRNA::mRNA parcialmente pareados inibem a tradução.

### microRNA,let-7
Em 2000, o laboratório de Ruvkun relatou a identificação de um segundo microRNA do C. elegans, let-7, que, assim como o primeiro microRNA, regula a tradução do gene alvo, neste caso lin-41, por meio de pareamento de bases imperfeito na região não traduzida 3' desse mRNA. Isso foi uma indicação de que a regulação de miRNA via complementaridade com a região 3' UTR pode ser uma característica comum, e que provavelmente existiam mais microRNAs. A generalidade da regulação de microRNA para outros animais foi estabelecida pelo laboratório de Ruvkun posteriormente em 2000, quando eles relataram que a sequência e a regulação do microRNA let-7 são conservadas na filogenia animal, incluindo em humanos. Atualmente, milhares de miRNAs foram descobertos, apontando para um mundo de regulação genética nesta escala.

## Distinções
- 2008 Prêmio Internacional da Fundação Gairdner (com Victor Ambros)
- 2008 Prêmio Albert Lasker de Pesquisa Médica Básica (com Victor Ambros e David Baulcombe)
- 2009 Prêmio Louisa Gross Horwitz (com Victor Ambros)
- 2009 Prêmio Massry (com Victor Ambros)
- 2011 Prêmio Dan David
- 2012 Prêmio Dr. Paul Janssen de Pesquisa Biomédica (com Victor Ambros)
- 2014 Prêmio Wolf de Medicina (com Victor Ambros)
- 2024 Prêmio Nobel de Fisiologia ou Medicina (com Victor Ambros)